# NGC 6098
NGC 6098 је елиптична галаксија у сазвежђу Херкул која се налази на NGC листи објеката дубоког неба.
Деклинација објекта је + 19° 27' 42" а ректасцензија 16h 15m 34,0s. Привидна величина (магнитуда) објекта NGC 6098 износи 13,3 а фотографска магнитуда 14,3. NGC 6098 је још познат и под ознакама UGC 10299, MCG 3-41-145, CGCG 108-170, VV 192, KCPG 493A, PGC 57634.